# Лиственница польская
Ли́ственница по́льская (лат. Lārix polōnica) — вид рода Лиственница семейства Сосновые (Pinaceae). Некоторыми авторами может рассматриваться в качестве подвида лиственницы европейской, причём с двумя территориториальными разновидностями, то есть локальными географическими расами (см. обозначение на карте ареала розовым и синим цветами).
По данным The Plant List на 2013 год, действительным названием является Larix × polonica Racib.

## Распространение
Произрастает в Польше, Чехии, Словакии, Румынии и на Украине. Область естественного распространения находится в Карпатах и бассейне реки Вислы (в последнем случае только единичные местонахождения). Растёт островами, чистыми и смешанными насаждениями вместе с елью европейской и сосной кедровой европейской, а также с дубом черешчатым и дубом скальным, буком лесным, пихтой белой и сосной обыкновенной.

## Общая характеристика
Хвойное дерево высотой до 30 м. Как и у других лиственниц, хвоя опадает на зиму. Светолюбива, морозостойка. Растёт быстро. Живёт более 500 лет. Древесина красно-бурая, смолистая, крепкая. Шишки небольшие, длиной 15—25 мм, яйцевидные. Семена мелкие, крылатые. Опыляется в апреле-мае. Плодоносит в сентябре-октябре. Размножается семенами.

## Охрана
Занесена в Красную книгу Украины. На Украине охраняется в заказниках государственного значения — Кедринском (Тячевский район Закарпатской области) и Скит Манявский (Богородчанский район Ивано-Франковской области). Выращивают в лесах, парках и ботанических садах.